# Lagunilla del Jubera
|  | Per a altres significats, vegeu «Lagunilla (desambiguació)». |

Lagunilla del Jubera és un municipi de la Rioja, a la regió de la Rioja Mitjana. Limita al nord amb Murillo de Río Leza, al sud i est amb Santa Engracia del Jubera (i els llogarets Bucesta i Santa Cecilia), i a l'oest amb Ribafrecha, Leza de Río Leza i Soto en Cameros (i el seu llogaret Trevijano).